# Katakomben von Paris

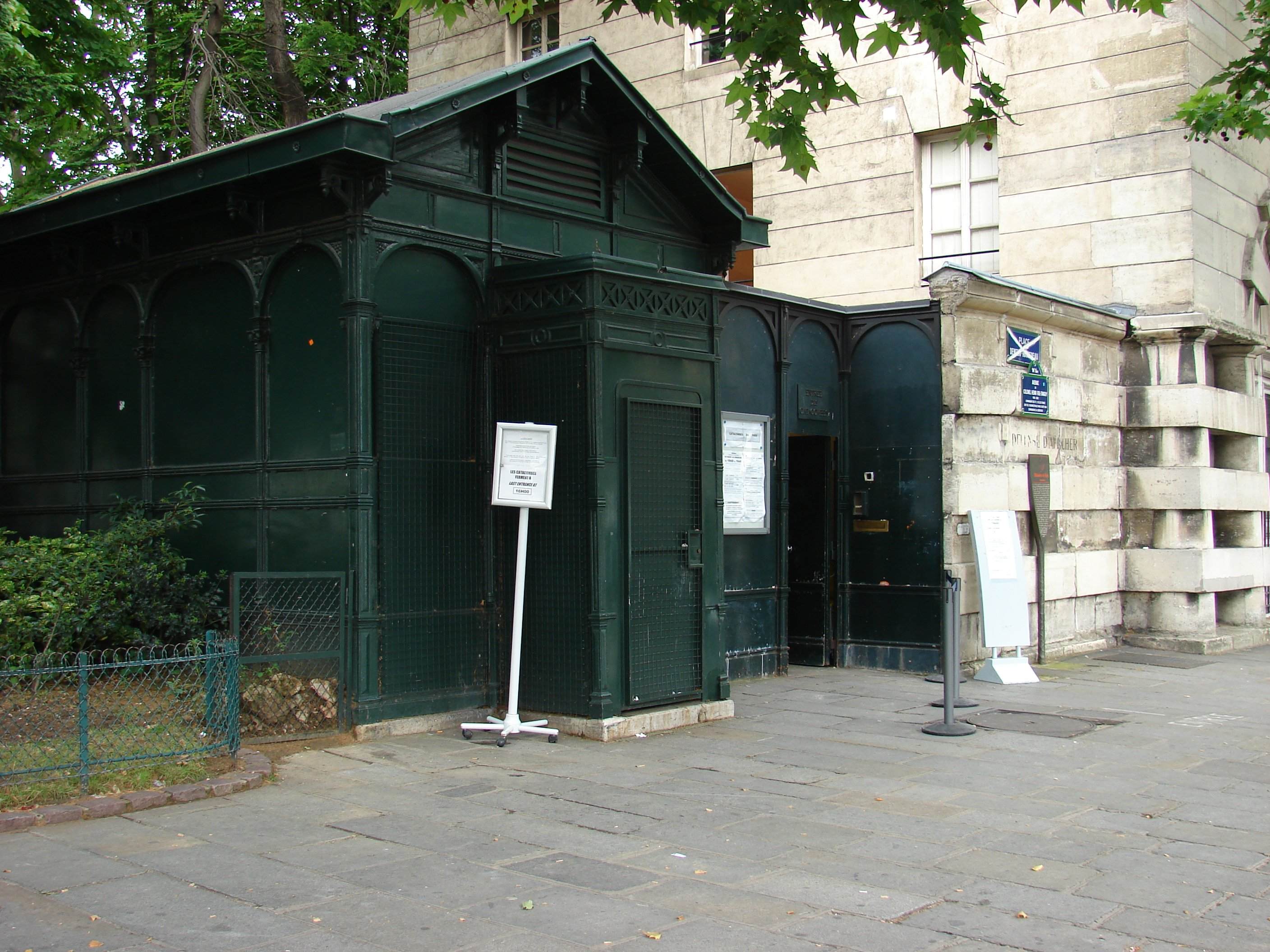
Eingangsgebäude zu den Katakomben von Paris

Als Katakomben von Paris (französisch catacombes de Paris) wird das städtische Beinhaus in Paris (1, Avenue du Colonel Henri Rol-Tanguy, zuvor Place Denfert-Rochereau, 14. Arrondissement) bezeichnet, das ab 1785 im Zuge der Schließung vieler Pariser Pfarrfriedhöfe in einem jenseits der damaligen Stadtgrenze im Süden von Paris gelegenen Teil der stillgelegten unterirdischen Steinbrüche von Petit-Montrouge angelegt wurde. Bis zu Beginn des 19. Jahrhunderts waren die Gebeine von etwa 6 Millionen Leichen in die Katakomben überführt worden.
Der früher zur Gemeinde Montrouge gehörende Ortsteil Petit-Montrouge wurde 1860 in das neu geschaffene 14. Arrondissement von Paris eingemeindet. Die Katakomben von Paris sind eines der 14 Museen der Stadt Paris, die seit dem 1. Januar 2013 von der städtischen Einrichtung Paris Musées verwaltet werden.

## Steinbrüche
Über eine Zeitspanne von fast 2000 Jahren lieferte der Untergrund von Paris sowohl die Steine, die für den Bau der Stadt erforderlich waren, als auch Gips und Ton. Der Abbau erfolgte zunächst in offenen Bergwerken und seit dem 12. Jahrhundert zunehmend unter Tage, in einer Tiefe von 5 bis 35 m. So entstand unter fast allen heutigen Pariser Stadtbezirken (außer dem 1. bis 4.) ein unterirdisches Stollennetz von ungefähr 300 km Länge. Zusätzlich werden die Nebengänge, die auf den amtlichen Plänen der Inspection des Carrières  („Generalinspektion der Steinbrüche“) als Carrière inexplorée („unerforschter Steinbruch“) geführt werden, auf eine Länge von etwa 100 km geschätzt.

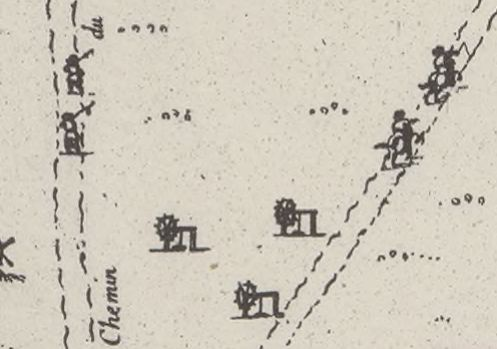
Berghaspeln der Steinbrüche am chemin de Bourg la Reyne in den Ebenen von Montrouge (heute rue de la Tombe-Issoire bei der Kreuzung mit der rue Dareau, 14. Arrondissement, Paris)
Auszug aus dem Plan von Jouvin de Rochefort, 1672

Die Gefahren, die sich aus der massiven Unterhöhlung der Stadt ergaben, führten dazu, dass ab 1600 erste Maßnahmen ergriffen wurden, mit dem Ziel, die Stollen aufzufüllen. Diese blieben aber ohne Folgen. Erst gemäß einer Verfügung vom 30. April 1772 wurden erste Pläne erstellt, woraufhin die unerwarteten Ausmaße der unter der Zollmauer (französisch Mur des Fermiers généraux) entdeckten Hohlräume zu massiven Beschwerden der beunruhigten Bevölkerung führten.
Am 4. April 1777 wurde die Inspection Générale des Carrières ins Leben gerufen. Noch 1782 schrieb Sébastien Mercier: „In den Mont-Rouge benachbarten Ebenen sieht man diese Räder sich drehen, die einen Durchmesser von 25 bis 30 Fuß haben, und welche die Steinbrüche erschöpfen.“
Nachdem mangels Sicherung der Hohlräume beim Abbau des Kalksteins der Untergrund an verschiedenen Stellen nachgegeben hatte und mehrere Straßenzüge eingebrochen waren, wurden die Steinbrüche kurze Zeit später geschlossen und fortan als Beinhaus genutzt. Seit der Zeit nennt man den früheren Haupteingang zu den Steinbrüchen und jetzigen Zugang zu den Katakomben (s. u.) auch Barrière d’enfer („Schranke der Hölle“).

## Nutzung zur Bestattung

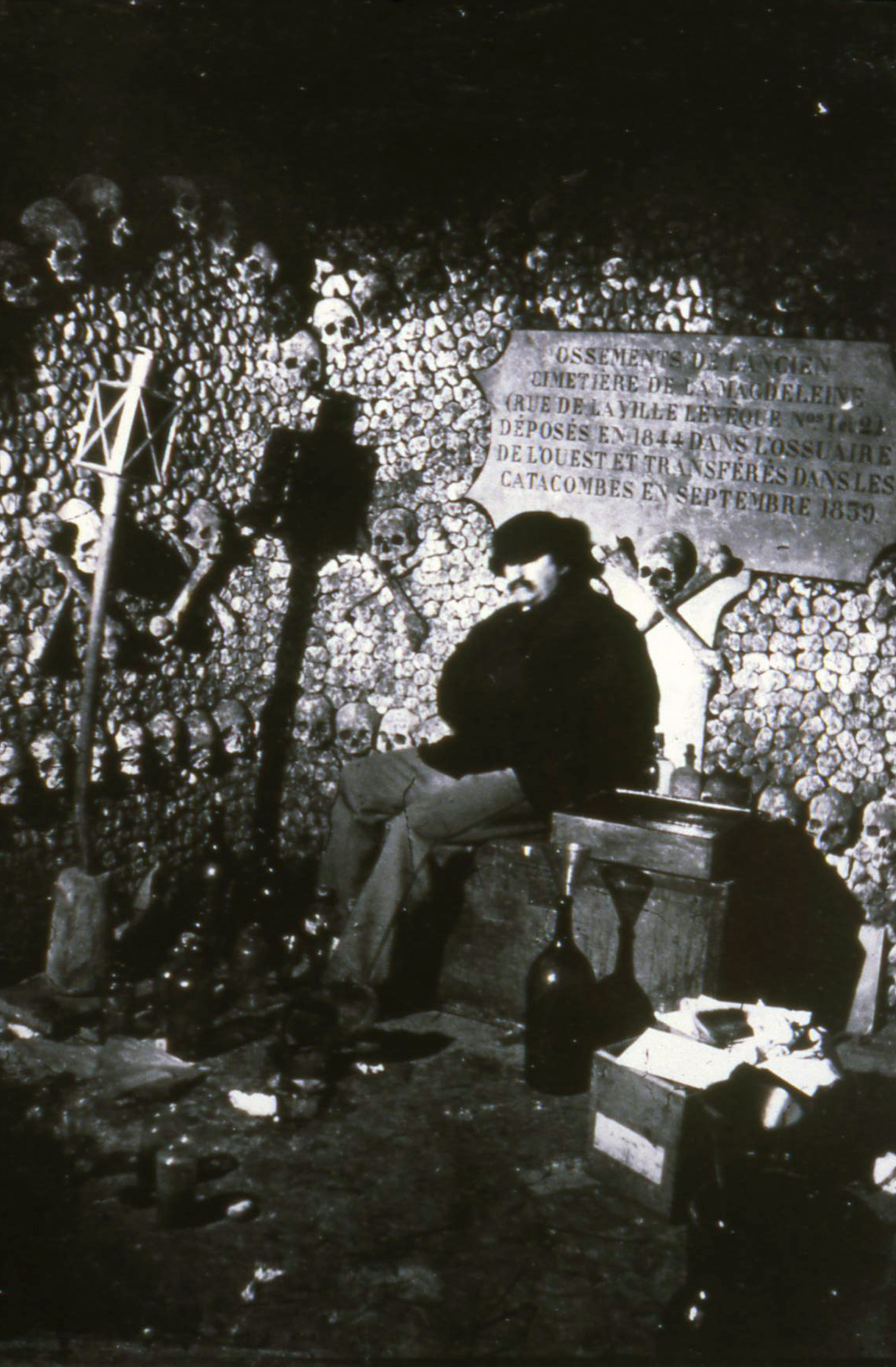
Der Fotograf Nadar in den Katakomben 1861, im letzten Jahr der Überführung von Gebeinen in die Katakomben

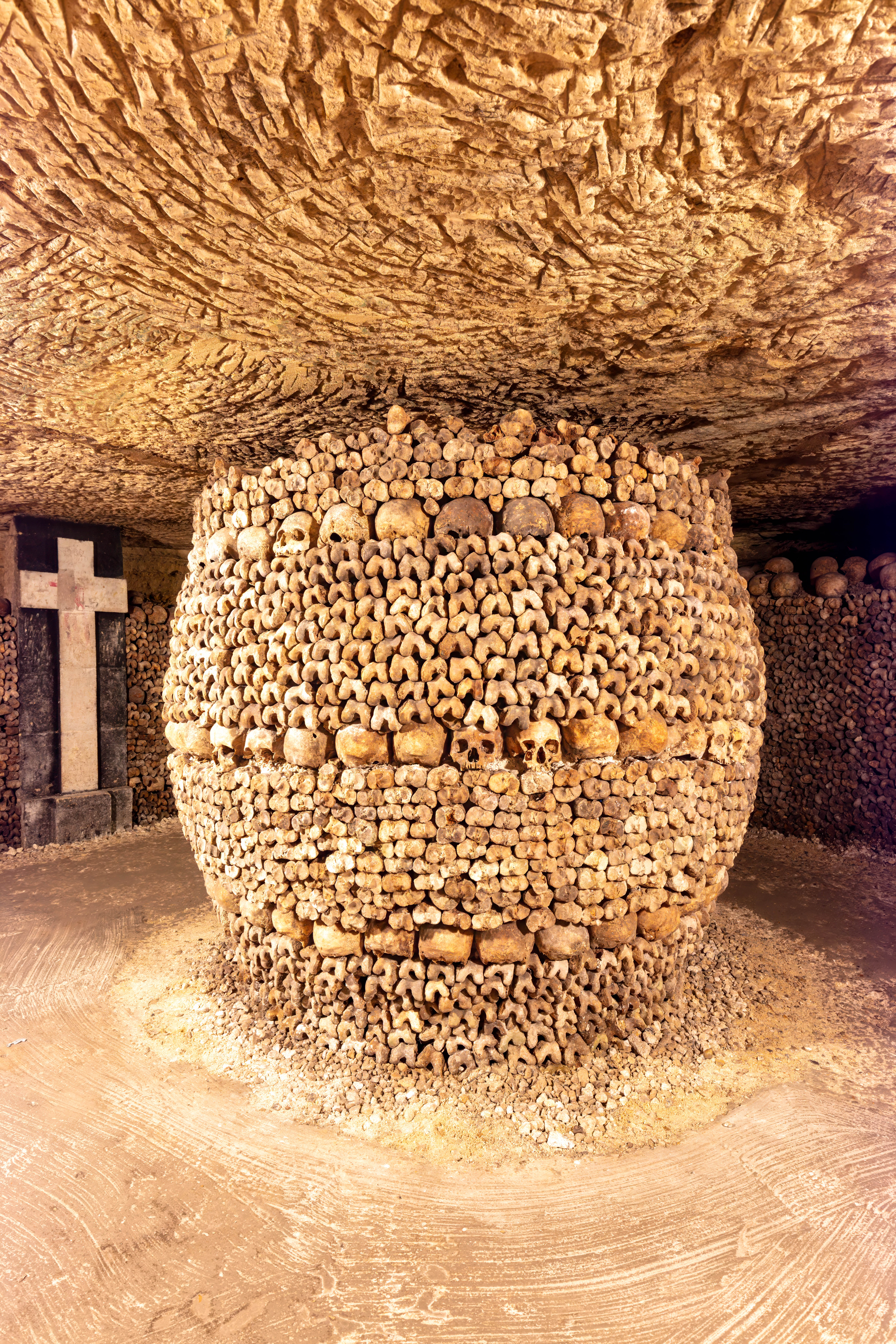
Nutzung der Katakomben von Paris als Beinhaus (2022)

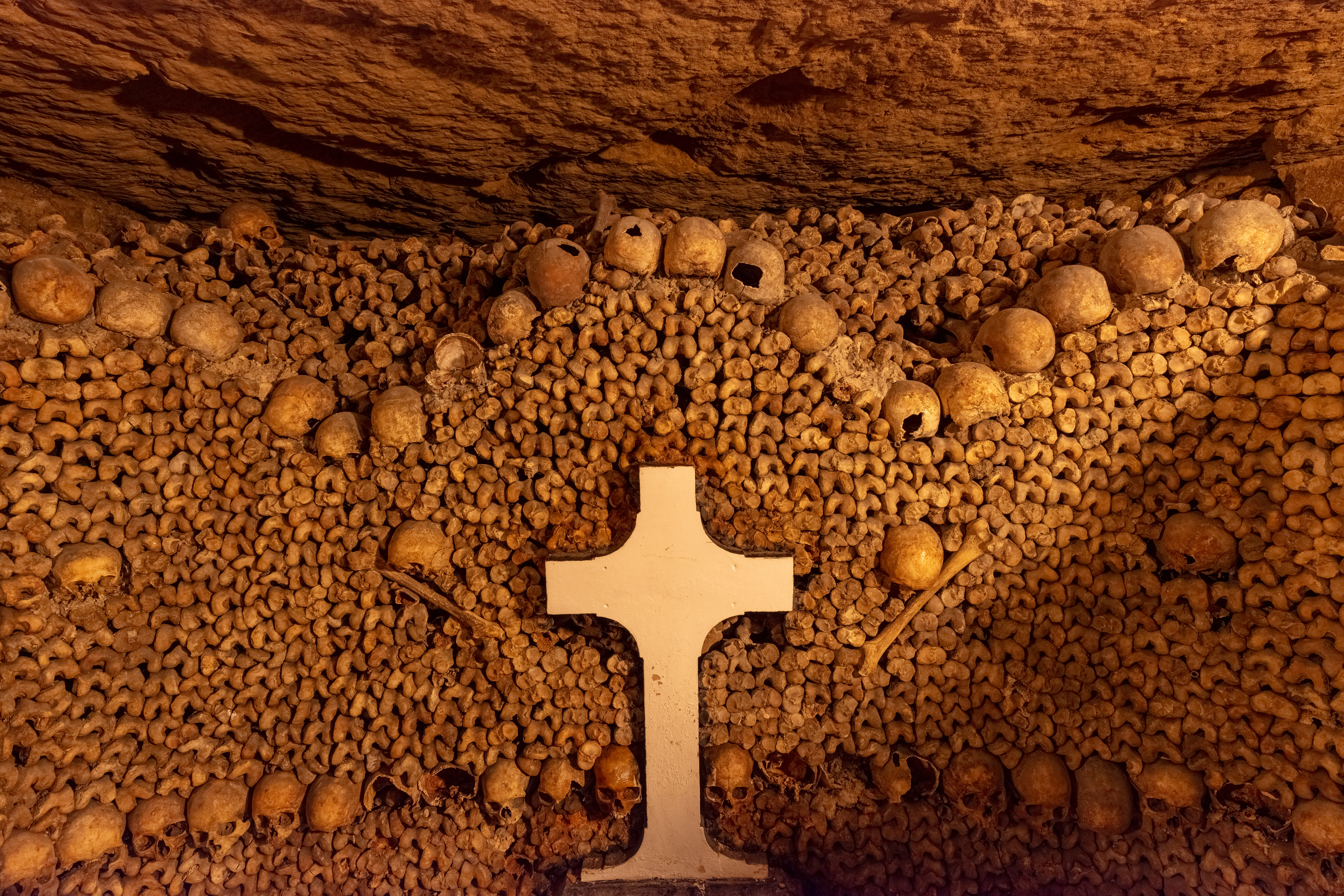
Aufgeschichtete Schädel und Knochen in einem Beinhaus

Ende des 18. Jahrhunderts ergab sich ein weiteres Problem: Die wachsende Bevölkerung, Seuchen und Hungersnöte führten zu einer Überfüllung der Pariser Friedhöfe. Die Ruhefristen für Verstorbene verkürzten sich zusehends, weil dringend Platz für neue Tote geschaffen werden musste. Das Exhumieren nur halb verwester Leichen führte zu katastrophalen hygienischen Zuständen. 1779 erstickten angeblich mehrere Bewohner der Rue de la Lingerie am Gestank, der von dem benachbarten Cimetière des Innocents herüber wehte. So wurde behördlicherseits verfügt, dass der Friedhof zu räumen und zu schließen sei.
Die dort exhumierten Gebeine wurden ab 1785 in die Katakomben überführt. Durch einen Schacht in der Avenue René-Coty wurden sie in die Tiefe versenkt. Später wurden auch die Friedhöfe von Saint-Eustache und Saint-Landry geräumt. Die Gebeine der Toten stapelten sich während dieser Zeit unorganisiert in den Gängen über mehrere 100 Meter.

## Umbau zum Museum
Nachdem die notwendigsten Umbettungen abgeschlossen waren, wurden die Katakomben geschlossen und blieben für fast 20 Jahre unbeachtet.
Dann wurde weiterer Platz für neue Straßen und Plätze benötigt und es ergaben sich Probleme der Stabilität der Häuser über dem ausgehöhlten Untergrund. In den nächsten Jahren wurden die Gewölbe durch Pfeiler abgestützt, erweitert um die Gebeine von weiteren Friedhöfen, die der Stadtplanung im Wege standen, und gleichzeitig unter dem Baumeister Héricart de Thury (der ab 1809 den Titel „Generalinspekteur der Carrières“ bekam) zu einem Museum ausgebaut. Zunächst bei der Vorgehensweise etwas unorganisiert, begannen die Totengräber schließlich damit, Schädel und Knochen aufzuschichten und ihnen durch bestimmte Anordnung ein dekoratives Element zu verleihen. Gedenktafeln und Holzkreuze kennzeichneten die Herkunftsfriedhöfe. Dieses Museum öffnete – als größte Nekropole der Welt – im Jahr 1809 und ist seitdem für die Öffentlichkeit zugänglich.

## Heutige Situation
Bis heute ist ein kleiner Teil der Katakomben – ca. zwei Kilometer – als Museum ausgebaut und für Besucher zugänglich (siehe Weblink Offizielle Seite). Der Hauptteil bleibt jedoch unzugänglich, weil er zur Verlegung von Versorgungsleitungen genutzt wurde. Ein Trakt der Katakomben gehört der Banque de France, die dort den Goldschatz der französischen Nationalbank untergebracht hat.
Der Eingang zu den öffentlich zugänglichen Katakomben liegt an der Place Denfert-Rochereau. Dort erfolgt der Abstieg über 136 Stufen in den Untergrund. Die Temperatur in den Katakomben beträgt 14 °C. An den ersten Besichtigungspunkten der Route können ehemalige unterirdische Steinbrüche besichtigt werden. Nach dem Passieren des Eingangs zum Beinhaus sind an weiteren Besichtigungspunkten die aufgeschichteten Knochen und Schädel zu sehen. Nach einem Aufstieg über 83 Stufen wird das Straßenniveau wieder erreicht. Der Ausgang befindet sich in der Rue Rémy Dumoncel. Für die Begehung der zwei Kilometer langen Route durch die öffentlich zugänglichen Katakomben sind etwa 45 Minuten erforderlich.

## Cataphiles
Das französische Wort Cataphiles („Katakombenliebhaber“) bezeichnet eine Subkulturszene, die die ungesicherten Stollen illegal erforscht oder nutzt. Beamte der Pariser Polizei sind eigens für den Einsatz im Untergrund abgestellt.

### Illegale Forscher
Bis heute ist ein großer Teil der unterirdischen Anlagen (bei denen es sich nicht nur um „echte Katakomben“ handelt) nicht vollständig erforscht und kartiert. Damit beschäftigen sich Hobbyforscher. Zwar ist deren Tätigkeit illegal, ein harter Kern von ca. 150 Personen ist der Polizei jedoch persönlich bekannt und genießt ein Vertrauen, das bisweilen vor der Strafverfolgung schützt. Die Ergebnisse solcher Forschungen kursieren in der Szene und teilweise im Internet.

### Untergrund-Kultur
Eine andere Gruppe von Cataphiles nutzt die unterirdischen Anlagen für illegale Konzerte, Partys oder schwarze Messen. Diese „Kulturveranstaltungen“ werden rigoros bekämpft, da sie gegen viele Schutzbestimmungen (wie Brandschutz, Fluchtwege etc.) verstoßen. Bei derartigen illegalen Veranstaltungen wurden in der Vergangenheit oftmals erhaltenswerte Anlagen beschädigt, alte Grabstätten geschändet oder Höhlen als Müllhalde hinterlassen.

### Filmische Rezeption
Von einer fiktiven Gruppe jugendlicher Forscher und ihrer Expedition in die unerforschten Teile der Pariser Katakomben handelt der 2014 in die Kinos gebrachte Horrorfilm Katakomben. Auch in der Netflix-Produktion Lupin spielen die Katakomben von Paris eine wichtige Rolle.

### Französisch
- Emile Gérards: Paris Souterrain. Garnier frères, Paris 1908 (Nachdruck. DMI édition, Torcy 1991, ISBN 2-84022-002-4).
- Barbara Glowczewski, Jean-François Matteudi: La Cité des cataphiles. Mission anthropologique dans les souterrains de Paris (= Sociologies au quotidien. Bd. 9). Éditions Librairie des Méridiens, Paris 1983, ISBN 2-86563-074-9.
- Alain Gribel: Rue des Catacombes, Côté sud. Eigenverlag, Paris 1996.
- Patrick Saletta: A la découverte des souterrains de Paris. SIDES, Antony 1990, ISBN 2-86861-075-7.
- René Suttel: Catacombes et carrières de Paris. Promenade sous la capitale. SEHDACS, Paris 1986, ISBN 2-9501258-0-8.

### Deutsch
- Günter Liehr (Text), Olivier Faÿ (Fotos): Der Untergrund von Paris. Ort der Schmuggler, Revolutionäre, Kataphilen. Ch. Links Verlag, Berlin 2000, ISBN 3-86153-205-0.
- Peter Schwindt: Flüsternde Schatten (= Libri Mortis. Bd. 1). cbj fantasy, München 2010, ISBN 978-3-570-40057-9.